# Tilman Nagel
Tilman Nagel (né le 19 avril 1942 à Cottbus) est un orientaliste et islamologue allemand. Depuis 1989, il est membre titulaire de l'Académie des sciences de Göttingen.

## Biographie
Nagel a étudié l'islamologie, les sciences des religions comparées et les civilisations d'Asie centrale, à l'Université de Bonn. Après le doctorat en 1967 et l'habilitation universitaire en 1971, il a travaillé jusqu'en 1981 à l'Institut des langues orientales de l'Université de Bonn. Ensuite, de 1981 à 2007, il a enseigné et a mené des recherches comme professeur d'études arabes et d'islamologie à l'Université de Göttingen, avant de devenir professeur émérite à la fin du semestre d'été 2007. Il a donné sa dernière conférence sur l'éducation dans le monde médiéval de l'Islam: La médersa ou le prix de la connaissance parfaite. Sa chaire d'islamologie a été reprise en 2008 par Sebastian Günther.
Nagel a écrit d'importants travaux, par exemple Timur der Eroberer und die islamische Welt des späten Mittelalters, devenus ouvrages de référence pour l'islamologie. Son oeuvre majeure, Mohammed – Leben und Legende (Mahomet: vie et légende), publiée en 2008, est une biographie de Mahomet de plus de 1000 pages. Selon ses propres mots, l'auteur ne cherche pas à présenter une image de la biographie musulmane de Mahomet, mais à établir la collection historiographique de sa figure et son œuvre dans le cadre de l'histoire événementielle, sociale et religieuse de l'antiquité tardive du Proche-Orient, ainsi que la description de la genèse et du développement de la foi musulmane sur Mahomet.
Dans la même année, il a publié son livre Allahs Liebling: Ursprung und Erscheinungsformen des Mohammedglaubens (Le favori d'Allah), dans lequel il a tenté de donner un aperçu de l'histoire du culte musulman envers Mahomet. Le titre fait allusion à un proverbe traditionnel sur Mahomet, qui est reproduit dans Ibn al-Jawzi (1116-1201) comme suit : "Allah a pris Abraham comme ami ; avec Moïse, il a tenu des conversations. Quant à moi, il m'a choisi comme son favori." Alors Allah jura : "Dans mon pouvoir ! Je préfère certainement mon favori à mon ami et mon confident !".
À notre connaissance[style à revoir], seul son ouvrage Mohammed – 20 Kapitel über den Propheten der Muslime a été traduit en français sous le titre Mahomet. Histoire d’un Arabe, Invention d’un prophète. Dans l'introduction Nagel présente ce livre comme une synthèse de ses résultats déjà publiés dans Medinensische Einschübe in mekkanischen Suren, Allahs Liebling: Ursprung und Erscheinungsformen des Mohammedglaubens et Mohammed – Leben und Legende. Il y décrit la réalité historique de la vie de Mohammed en la séparant du légendaire, et en s'appuyant sur une vaste gamme de sources dont beaucoup n'ont pas encore été traduites dans les langues européennes. Les critiques considèrent que cette "recherche monumentale" reste "très pertinente pour les décennies à venir",.    
Tilman Nagel est aussi connu pour ses analyses et ses interventions critiques sur l'islam. Il est membre de la loge maçonnique Augusta, au cercle d'or, à Göttingen, qu'il a présidé temporairement comme Vénérable Maître.

## Œuvres
- Alexander der Große in der frühislamischen Volksliteratur (= Beiträge zur Sprach- und Kulturgeschichte des Orients, Band 28). Verlag für Orientkunde, Walldorf 1978,  (ISBN 978-3-936687-28-6).
- Staat und Glaubensgemeinschaft im Islam, Bd. 1. Von den Anfängen bis ins 13. Jahrhundert, Artemis, Zürich 1981.
- Staat und Glaubensgemeinschaft im Islam, Bd. 2. Vom Spätmittelalter bis zur Neuzeit, Artemis, Zürich 1981  (ISBN 3-7608-4531-2)
- Der Koran: Einführung, Texte, Erläuterungen. Beck, München 1983. 4., unveränderte Auflage, 2002,  (ISBN 3-406-43886-5)
- Die Festung des Glaubens. Triumph und Scheitern des islamischen Rationalismus im 11. Jh. Beck, München 1988  (ISBN 3-406-33280-3)
- Timur der Eroberer und die islamische Welt des späten Mittelalters. Beck, München, 1993, 531 p.,  (ISBN 3-406-37171-X)
- Geschichte der islamischen Theologie. Beck, München 1994,  (ISBN 3-406-37981-8)
- Medinensische Einschübe in mekkanischen Suren, Vandenhek & Ruercht, Göttingen, 1995, 211 p.,  (ISBN 978-3-525-82599-0)
- Die islamische Welt bis 1500. München, 1998, Oldenbourg Grundriss der Geschichte 24,  (ISBN 978-3-486-53011-7)
- Das islamische Recht. Eine Einführung, WVA-Verlag, Westhofen 2001  (ISBN 978-3-936136-00-5)
- Islam – Die Heilsbotschaft des Korans und ihre Konsequenzen, WVA-Verlag, Westhofen 2001  (ISBN 978-3-936136-01-2)
- Im Offenkundigen das Verborgene. Die Heilszusage des sunnitischen Islams, Vandenhoeck & Ruprecht, Göttingen 2002
- Allahs Liebling: Ursprung und Erscheinungsformen des Mohammedglaubens,  Oldenbourg, München 2008, 432 p.,  (ISBN 978-3-486-58535-3)
- Mohammed – Leben und Legende, Oldenbourg-Verlag 2008, 1052 p.,  (ISBN 978-3-486-58534-6)
- Mohammed – 20 Kapitel über den Propheten der Muslime, De Gruyter Oldenbourg, 2010, 334 p.,  (ISBN 978-3-486-59705-9)
- Der Koran und sein religiöses und kulturelles Umfeld, 2010.  (ISBN 978-3-486-59052-4)
- Angst vor Allah? Auseinandersetzungen mit dem Islam, Duncker & Humblot 2014,  (ISBN 978-3-428-14373-3)

### Traductions en Français
- Mahomet. Histoire d’un Arabe, Invention d’un prophète, traduction de Jean-Marc Tétaz, Labor et Fides, 2012, 384 p.,  (ISBN 978-2-8309-1450-4),  (ISBN 2-8309-1450-3)